# Palacio de Villapanés
El palacio de Villapanés es un palacio monumental situado en Jerez de la Frontera (Andalucía, España).
Referente de la arquitectura civil ilustrada del siglo XVIII, fue proyectado por la familia Panés, de origen genovés, para hacerlo su residencia en pleno corazón barrio de San Miguel, embelleciendo el cruce entre las calles Empedrada y Cerrofuerte.
Actualmente es de propiedad municipal. Ha experimentado intensas reformas y diferentes usos, desde cuartel de la guardia civil a centro educativo privado, siendo su último uso dependencias institucionales (Defensor del Ciudadano). Aunque se proyectó que acogiera el museo de Lola Flores actualmente se usa para impartir el "Máster interuniversitario en Investigación y Análisis del Flamenco", primer posgrado mundial sobre el flamenco.

## Descripción
Iniciado por Petronila Pavón, esposa del segundo marqués de Villapanés y finalizado por su hijo, María Panés González de Quijano, consta de dos casas: la más antigua, conocida como “la casa grande” tiene su fachada hacia la calle Empedrada, y la conocida como “la casa chica”, tiene su fachada a la  calle Cerro Fuerte y Cruz Vieja. Posteriormente se incorporó la casa colindante en la calle Cazón.

### La casa grande
Elegante y sencilla, destaca su prolongada fachada, de tres plantas, sobre la cual resalta un balcón rectilíneo. Destaca igualmente la decoración heráldica, de verjas y simbólicas.
En el interior destacan el patio interior porticado de mármol rojo y la elegante y espectacular escalera, también de mármol rojo y rodeada de frescos pintados en las paredes y una bóveda profusamente decorada.

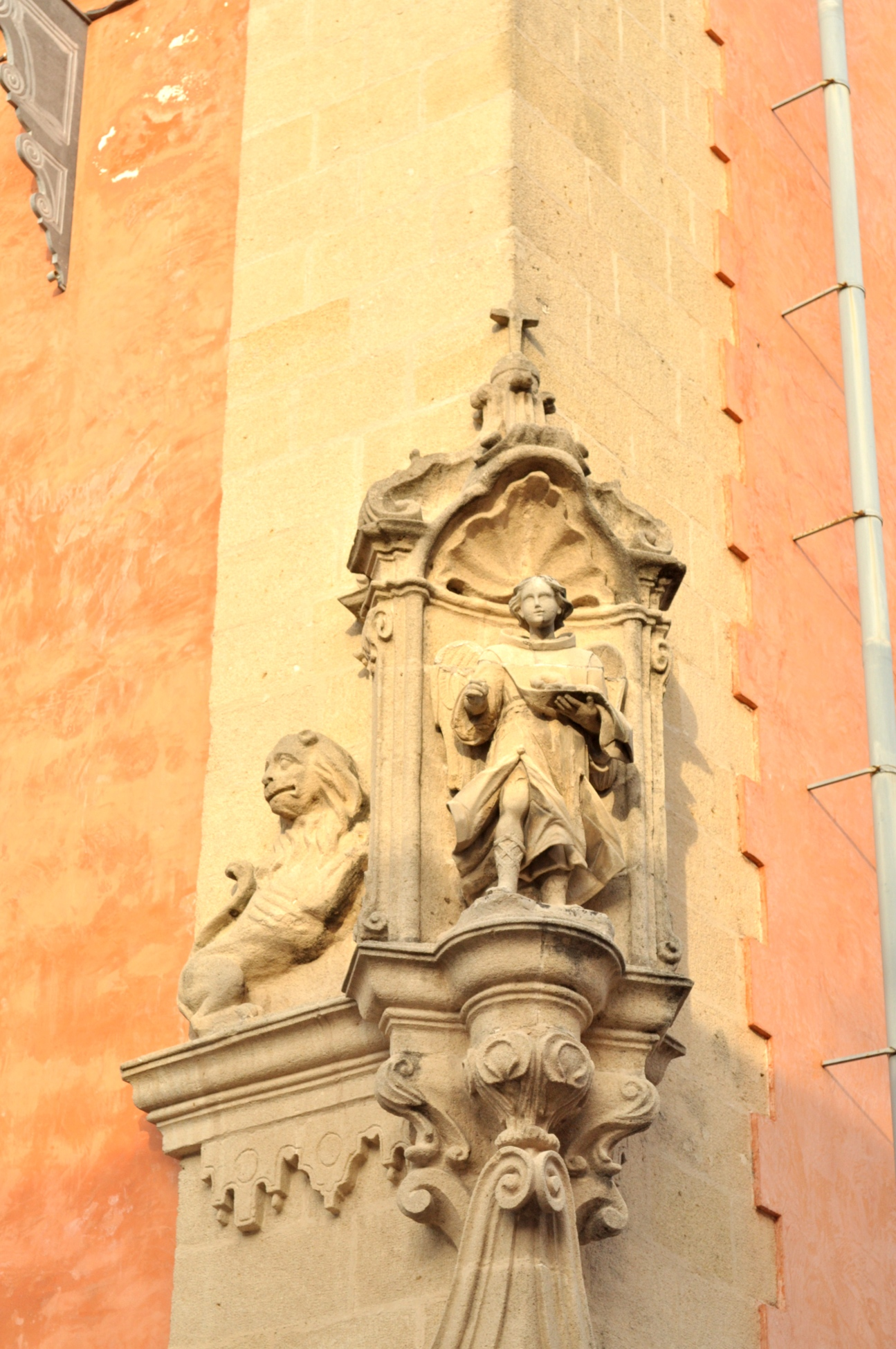
Hornacina de San Rafael.

### La casa chica
Su construcción se inició en 1766, con el objetivo de equilibrar la casa con una nueva fachada en su derecha, hacia la calle Cerrofuerte y darle a su vez, una portada monumental y más equilibrada ante la Cruz Vieja.
Se repiten los elementos y materiales decorativos de la casa grande. Destacan las dos esquinas: a la izquierda, la hornacina hacia la calle Empedrada, está la imagen del Arcángel San Miguel y en la hornacina a la calle Cerro Fuerte, el Arcángel San Rafael.

## Biblioteca
Miguel María Panés González de Quijano, marqués de Villapanés, fue un hombre culto e ilustrado, miembro y primer director de la Sociedad Económica del Amigos del País de Jerez, cuya primera sede fue el propio Palacio de Villapanés. Llegó a poseer en el palacio una de las mejores bibliotecas de Andalucía, que mantuvo abierta a consulta en aras de sus ideas ilustradas y que fue aumentando a base de adquisiciones. Dicha biblioteca desapareció en un naufragio dejando Jerez con rumbo a Génova.

## Actualmente
Después de que los herederos de Miguel María Panés se instalasen en Génova, el palacio comenzó a entrar en una espiral de abandono. De propiedad municipal actualmente y tras una intensa reforma, ha tenido varios usos:

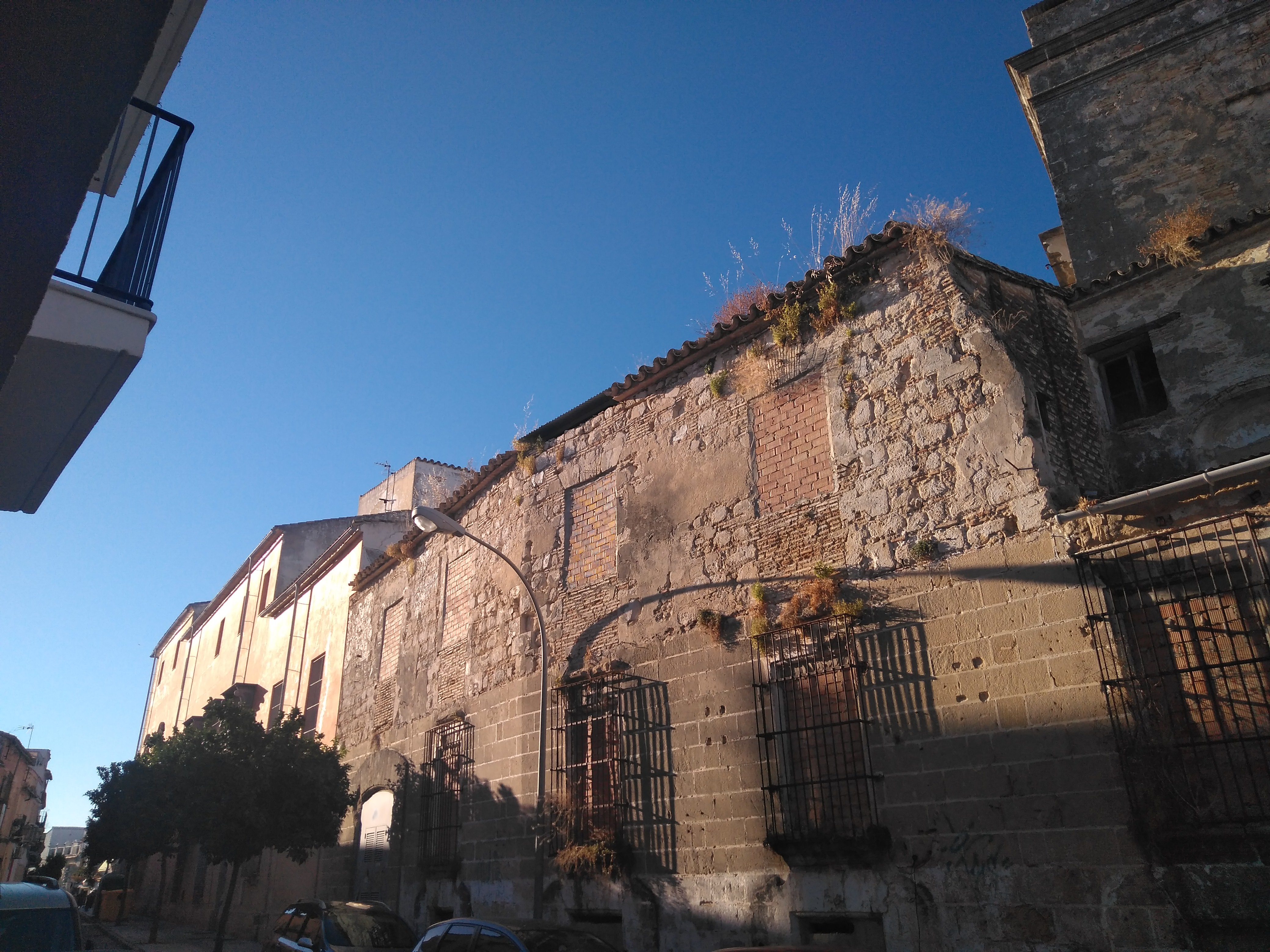
Parte no restaurada del palacio

- Centro de Estudios Profesionales San Pablo CEU[4]
- Sede de la Universidad de Cádiz en Jerez[5]
- Museo de Lola Flores[6]

En 2014 se firmó un plan de actuación para salvaguardar los elementos de valor del Palacio ante su constante deterioro
En 2015 se esperan ayudas europeas para rehabilitar la finca en que no se ha actuado, que ha sufrido desprendimientos de cornisas
En 2016 se llevaron a cabo actuaciones de consolidación de la estructura de la parte del Palacio que no se ha rehabilitado. Aunque parte del dinero recibido en subvención para hacerlo no se empleó para dicho fin
Sin embargo en 2020 las obras de la "Casa grande" seguían sin efectuarse.